# Rivière à la Pêche (vattendrag i Kanada, lat 48,99, long -73,27)
Rivière à la Pêche är ett vattendrag i Kanada.   Det ligger i provinsen Québec, i den östra delen av landet, 400 km norr om huvudstaden Ottawa. Rivière à la Pêche ligger vid sjöarna  Lac Dalpé Lac Ermont och Lac Manerbe.
I omgivningarna runt Rivière à la Pêche växer i huvudsak blandskog. Trakten runt Rivière à la Pêche är nära nog obefolkad, med mindre än två invånare per kvadratkilometer.